# Jakob Juratzka
Jakob Juratzka, auch Jacob,  (* 8. Juli 1821 in Olmütz, Kaisertum Österreich; † 22. November 1878 in Wien) war ein mährischer, k. k. österreichischer Botaniker (Bryologe). Sein offizielles botanisches Autorenkürzel lautet „Jur.“

## Leben und Wirken
Juratzka ging in Olmütz zur Schule und wollte ursprünglich Arzt werden, was ein Ohrenleiden verhinderte. Er wurde Angestellter in der k. k. Tabakfabriken-Direktion in Wien, dann im Rechnungs-Department der Staatseisenbahnen im Handelsministerium und ab 1854 im Katasteramt.
Juratzka befasste sich ab 1858 mit Moosen und war einer der bekanntesten Bryologen Österreichs. Sein Herbarium ist in Wien.
Sein Sohn war auch Bryologe.

## Ehrungen
Die Gattungen Juratzkaea Lorentz 1866 und Juratzkaeella Buck 1977 sind nach ihm benannt.

## Schriften
- Die Laubmoosflora von Oesterreich-Ungarn: Handschriftlicher Nachlass Jakob Juratzka's, enthaltend die Beschreibung der in Oesterreich-Ungarn wachsenden Laubmoose mit Ausnahme der Leskeaceae, Hypnaceae, der Andreaeaceae und der Sphagnaceae. Wien: Braumüller 1882 (Herausgeber J. Breidler, J. B. Foerster)